# Genzano di Lucania
Genzano di Lucania é uma comuna italiana da região da Basilicata, província de Potenza, com cerca de 6.012 habitantes. Estende-se por uma área de 207 km², tendo uma densidade populacional de 29 hab/km². Faz fronteira com Acerenza, Banzi, Gravina in Puglia (BA), Irsina (MT), Oppido Lucano, Palazzo San Gervasio, Poggiorsini (BA), Spinazzola (BA).

## Demografia
| Variação demográfica do município entre 1861 e 2011                               |
|                                                                                   |
| Fonte: Istituto Nazionale di Statistica (ISTAT) - Elaboração gráfica da Wikipedia |